# Chiesa di Sant'Anastasio (Cardano al Campo)
La chiesa di Sant'Anastasio è la parrocchiale di Cardano al Campo, in provincia di Varese e arcidiocesi di Milano; fa parte del decanato di Gallarate.

## Storia
La prima citazione di una chiesa a Cardano al Campo risale al Duecento. Nella Notitia cleri del 1398 si legge che questa cappella dipendeva dalla pieve di Gallarate, mentre grazie al Liber seminarii del 1564 essa risultava sede d'una rettoria.

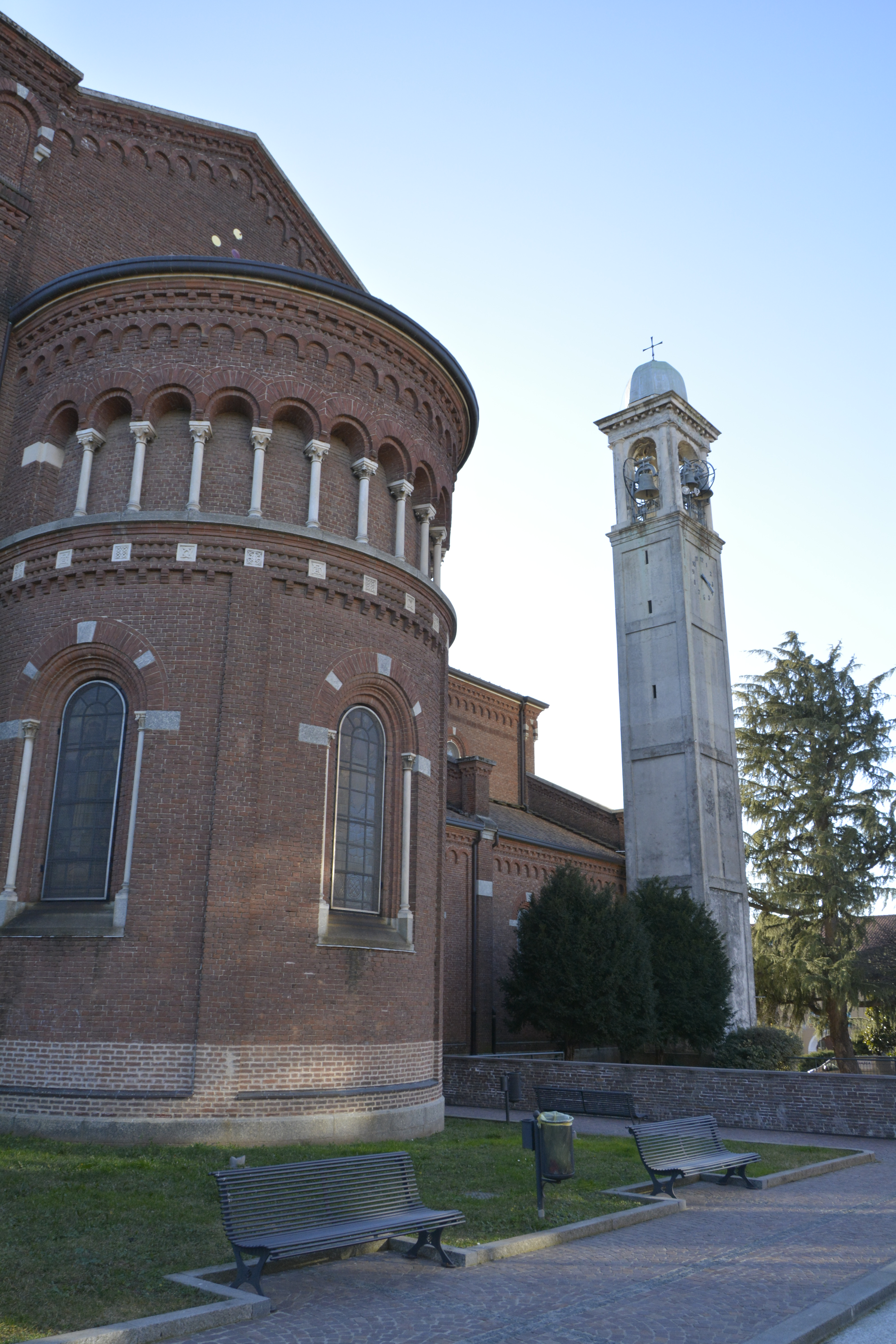
L'abside e il campanile

Dalla relazione della visita pastorale del 1750 dell'arcivescovo di Milano Giuseppe Pozzobonelli s'apprende che a servizio della cura d'anime v'erano il parroco e un coadiutore, che i fedeli erano 745 e che la parrocchiale, in cui avevano sede le confraternite del Santissimo Sacramento e del Santissimo Rosario, aveva come filiali gli oratori di Santa Maria a Curesino, di Santa Maria in Solitudine al Monte Rosso e di San Pietro.
Nel 1810 la chiesa venne completamente riedificata per volere dell'allora parroco don Giulio Caldara.

Al termine del XIX secolo l'arcivescovo Andrea Carlo Ferrari, compiendo la sua visita pastorale, trovò che il reddito era di circa 372 lire, che il clero a servizio della comunità era composto sempre dal parroco e da un coadiutore, che i fedeli erano pari a 3082 e che nella parrocchiale, che aveva alle sue dipendenze le cappelle di San Pietro Apostolo e di Santa Maria Nascente e che era inserita nel vicariato foraneo di Gallarate, avevano sede le confraternite del Santissimo Sacramento e di San Giusto.
Nel 1928, dopo l'iniziale proposta di ampliare la chiesa, si decise di demolirla e di edificarne un'altra ex novo. Così, l'8 agosto 1930 venne posta dall'arcivescovo Alfredo Ildefonso Schuster la prima pietra della costruenda parrocchiale; il nuovo edificio fu portato ufficialmente a termine il 18 luglio 1940.
Nel 1972, con la riorganizzazione territoriale dell'arcidiocesi, la parrocchia confluì nel neo-costituito decanato di Gallarate; tra il 1990 e il 1993 il presbiterio fu oggetto di una risistemazione per adeguarsi alle normative post-conciliari.
Nel 2004, per riparare i danni provocati da un'infiltrazione d'acqua, il tetto dell'edificio venne rifatto e sistemato, mentre poi nel 2008 l'intera chiesa fu ristrutturata.

## Descrizione

### Esterno
La facciata della chiesa, a salienti, presenta nella parte centrale il portale maggiore a tutto sesto e una bifora, mentre le due ali laterali sono caratterizzate dai due portali minori.
Accanto alla chiesa s'erge il campanile intonacato, composto da quattro registri; la cella campanaria, sulla quale si aprono quattro monofore, è coronata dalla cupola semicircolare in metallo.

### Interno
L'interno dell'edificio è composto da tre navate voltate a crociera; al termine dell'aula si sviluppa il presbiterio, a sua volta concluso dall'abside di forma semicircolare.

Opere di pregio qui conservate sono la tela avente come soggetto la Presentazione di Gesù al Tempio, l'altare abbellito dalle rappresentazioni dei Santi Domenico, Giovanni Bosco e Maria Mazzarello, il mosaico ritraente il Sacro Cuore di Maria e la Santissima Trinità, le formelle in cui sono raffigurate la Vita della Beata Vergine Maria e la Passione di Cristo e il marmoreo altare minore di San Giuseppe.